# 梅德韋季察河 (伏爾加河流域)
梅德韋季察河是俄羅斯的河流，位於特維爾州內，屬於伏爾加河的左支流，最終注入烏格利奇水庫，河道全長259公里，流域面積5,570平方公里，在每年11月中旬開始結冰，直至翌年4月上旬。
57°4′28″N 37°30′25″E / 57.07444°N 37.50694°E